# Samus Aran
Pour les articles homonymes, voir Aran.
Samus Aran (サムス・アラン, Samusu Aran) est un personnage de fiction et la protagoniste de la série de jeux vidéo de science fiction Metroid. Créée par Hiroji Kiyotake, elle fait sa première apparition en 1986 dans le jeu Metroid.
Samus Aran est une ex-soldat de la Fédération Galactique devenue chasseuse de primes intergalactique, généralement équipée d'une armure motorisée avec des armes qui incluent des armes à énergie dirigée et des missiles, ainsi que la capacité à prendre la forme d'une boule, la morphing ball.

## Biographie
- Si vous ne connaissez pas le sujet, laissez ce bandeau (vous pouvez alors contacter les auteurs).
- Si vous supprimez le contenu mis en cause (vous pouvez préalablement contacter les auteurs),

argumentez précisément cette suppression dans la page de discussion
(un manque de référence n'est pas un argument ; une recherche réelle de référence doit avoir été effectuée, être formellement documentée).
Lors de sa petite enfance, Samus vit avec ses parents Rodney et Virginia Aran sur la planète K-2L. Cette dernière est attaquée par des pirates de l'espace menés par Ridley, qui tue les parents de Samus. La jeune femme, seule survivante de sa colonie, est recueillie par des Chozos, un peuple avancé mi-homme mi-oiseau vivant sur une planète voisine, Zebes. Elle est alors élevée et instruite par ce peuple sage et intelligent. Ces derniers, en plus de partager leurs connaissances, lui transmettent leur ADN : ses pères par don génétique sont Gray Voice, un savant de la tribu des Thohas, et Raven Beak, un guerrier de la tribu des Mawkins. Lorsqu'elle décide de quitter les Chozos, ceux-ci lui offrent un cadeau d'adieu utile étant donné son désir de vengeance envers ceux qui ont tué ses parents : une armure, la combinaison de puissance, résistante aux environnements hostiles et dans laquelle circule du sang des Chozos.
Samus rejoint alors la Fédération Galactique en se faisant initialement passer pour un robot. C'est ainsi qu'elle est envoyée sur Zebes afin de détruire les Métroïdes, une étrange espèce créée par les Chozos, qui devient une menace alors qu'elle est contrôlée par Mother Brain, chef des Pirates de l'espace. La mission est un succès, mais Samus est interceptée par le vaisseau-mère des pirates de l'espace lorsqu'elle fuit Zebes. Elle réussit, sans combinaison et armée d'un simple pistolet, à survivre et à retrouver la Combinaison de Puissance du dieu des Chozos qui, comparé à la combinaison qu'Old Bird lui avait transmise, est capable d'assimiler les vieilles capacités des Chozos (Rayon de Plasma, Saut Spatial et Combinaison de Gravité).
Après ce succès, Samus est envoyée sur la planète SR-388 afin d'éradiquer tous les Métroïdes peuplant sa surface, pour éviter que les pirates de l'espace ne s'en servent à nouveau. Une fois la Reine Métroïde exterminée, Samus aperçoit une larve de Métroïde éclore devant elle, qui la prend instantanément pour sa mère. Samus décide de lui laisser la vie sauve et la ramène sur la station d'études Cerès. Les scientifiques de la Fédération découvrent alors que les Métroïdes sont une source d'énergie quasi-inépuisable.
La station est attaquée quelque temps après par Ridley, qui, malgré l'intervention de Samus, dérobe la larve. Samus retourne sur Zébes, où les Pirates ont reconstruit leur base. La larve Métroïde est utilisée par Ridley pour ressusciter Mother Brain, sur laquelle est greffée un corps cybernétique géant. Attaquée par cet adversaire redoutable, Samus ne doit son salut qu'à la larve Métroïde, qui aspire l'énergie de Mother Brain pour régénérer la chasseuse de prime. Samus s'enfuit rapidement, peu de temps avant l'explosion de la planète Zèbes.
Quelque temps plus tard, l'héroïne est empoisonnée par un virus mortel en entrant en contact avec un parasite X sur SR388, mais elle est sauvée par un vaccin préparé à partir d'une cellule souche de Métroïde.
Dans les aventures suivantes, elle se rend sur Tallon IV (après le premier épisode de Metroid) où une frégate des pirates de l'espace, qu'elle avait infiltrée, s'écrase après qu'elle eut fait exploser le cœur du réacteur de ce vaisseau spatial, lui permettant de découvrir que les pirates de l'espace font des expériences avec une nouvelle substance trouvée sur la plupart des animaux de cette planète. Cette substance appelée Phazon est très radioactive, et dès qu'un animal est au contact des radiations de cette dernière, il se met à muter dans d'horribles souffrances.
Tout au long de son séjour sur Tallon IV, Samus découvre les atrocités que les pirates de l'espace ont fait subir aux créatures autochtones et à leurs propres recrues (devenues de gigantesques pirates mutants, dont le pirate oméga qui, en tombant sur Samus, lui inocule une grande quantité de phazon, ce qui lui confère le costume de phazon, qui permet à la chasseuse de prime de résister aux effets du Phazon bleu). Elle commence alors une quête pour retrouver les artefacts du temple que les Chozos ont dressé pour protéger Tallon IV de ce qui se trouve dans le cratère. Elle récupère les 12 artefacts qui permettent d'ouvrir le temple Chozo protégeant l'accès au cratère du météore ayant provoqué l'apparition du Phazon…
Mais avant d'ouvrir le temple, elle fait la rencontre d'un très vieil ennemi : Ridley (devenu Méta-Ridley grâce à des implants mécaniques), qu'elle doit combattre avant de pouvoir entrer dans le temple où repose Metroid Prime, la dernière évolution d'un Metroid oublié qui a été exposé beaucoup trop longtemps au Phazon le plus toxique de Tallon IV.
À la fin du combat, Samus est happée par un tentacule de la forme éthérée du Metroid Prime qui tente une ultime attaque. Le tentacule emporte avec lui la combinaison Phazon de Samus (elle garde cependant la combinaison de gravité), et cette dernière évacue le cratère, menacé d'effondrement.
Dans Metroid Prime 2: Echoes, Samus doit rechercher les causes du décès de plusieurs unités militaires de la Fédération Galactique, sur Ether, mais entre-temps, elle rencontre un Luminoth nommé U-mos, le seul des siens qui n'a pas été plongé dans un coma artificiel et qui explique à Samus qu'elle est prise dans une guerre entre les Luminoth et les Ings (« terreur » en langage Luminoth), et qu'elle doit les aider pour pouvoir quitter cette planète dont l'atmosphère orageuse (à cause de son double : Ether sombre) l'empêche de repartir avec son vaisseau, endommagé par cette même atmosphère quand elle est arrivée sur la planète. Tout en chassant les Ings et les pirates qui se sont installés sur Ether pour récupérer le Phazon abondant sur l'Ether sombre, elle est elle-même chassée par Samus Sombre. C'est en fait le Metroid Prime qui a repris vie en prenant la combinaison Phazon de Samus. Samus Sombre est le double de Samus car il a absorbé l'ADN du costume de Phazon que portait Samus. Samus Sombre a sans doute été amenée sur Ether à cause du Phazon présent sur la planète et peut-être par l'envie d'une revanche contre Samus.
C'est ainsi que la jeune femme continue de lutter contre les Métroïdes, Mother Brain, Ridley, Kraid et plusieurs ennemis de la paix. Portant fièrement son costume muni d'un puissant canon, elle se bat seule sous les ordres de ses supérieurs, considérant son travail comme une affaire personnelle. Elle conduit un vaisseau spatial possédant la conscience d'un de ses anciens supérieurs, Adam Malkovich, pour qui elle avait beaucoup d'estime malgré sa difficulté à accepter d'être dirigée. Depuis ce décès, Samus est dirigée par un autre homme de la Fédération Galactique plus sérieux et rationnel qui la surveille de loin dans ses missions pour sauvegarder l'ordre et le bien universel. Et, contrairement à celui-ci, Samus préfère toujours travailler seule.
Dans Metroid Prime 3: Corruption, Samus revient alors que la Samus Sombre se libère et s'enfuit. Plus tard, Samus se rend sur le V.F.G. Olympus (un vaisseau de la Fédération Galactique) pour rencontrer l'amiral Dane, qui annonce devant Samus, Ghor, Rundas et Gandrayda le danger d'une attaque des pirates. Ils sont interrompus par une offensive de ces derniers, qui comptent détruire la planète Norion avec une bombe à Phazon. Aidée par les trois chasseurs de primes, Samus fait échouer l'attaque. Mais ils sont vaincus rapidement par Samus Sombre, qui les corrompt tous sans difficulté. Après plusieurs mois dans le coma, Samus apprend à son réveil que le Phazon l'a renforcée, et elle se voit équipée d'une armure renforcée au DAP, ainsi que Rundas, Ghor et Gandrayda, réveillés quelques semaines avant. Elle est alors envoyée en mission, et elle découvre que le Phazon a corrompu ses trois amis, et qu'elle-même n'arrive plus à le contrôler. Elle traverse alors des périodes où elle doit elle-même expulser le Phazon en excès, sous peine de se voir corrompre.
Dans un autre épisode (Other M), Samus est envoyée sur la Station Bouteille (The Bottle Ship) où elle retrouve Adam et son équipe. Adam, son équipe et Samus reçoivent un S.O.S. provenant de la Station Bouteille. Ils découvrent peu de survivants, mais des scientifiques faisant des expériences sur plusieurs espèces animales pour former une armée invincible.
Dans Metroid Dread, la Fédération Galactique reçoit une vidéo d'une source inconnue montrant un parasite X vivant à l'état sauvage sur la planète ZDR. Pour enquêter, ils envoient 7 unités EMMI (Extraplanetary Multiform Mobile Identifier). Cependant, après avoir perdu le contact avec les unités, ils embauchent à nouveau Samus car elle est le seul être de l'univers immunisé contre le X. En arrivant sur ZDR, Samus est attaquée, laissée inconsciente et dépouillée de son équipement par un guerrier Chozo du nom de Bec de Corbeau. De là, elle voyage à travers la planète pour atteindre son vaisseau à la surface, devant faire face à aux EMMI et aux parasites X. Elle fera notamment la rencontre de Toge Paisible, un scientifique Chozo, qui lui révèle les intentions de Bec de Corbeau: Extraire l'ADN Métroïde de Samus afin de recréer l'espèce et s'en servir comme arme. Durant sa remontée, Samus découvre qu'elle possède la capacité d'absorber l'énergie vitale des êtres vivants et qu'elle est devenue une métroïde humaine et qu'elle possède une part de l'ADN de Bec de Corbeau.

## Samus Aran dans la sérieMetroid
Elle apparaît pour la première fois en 1986 dans Metroid où elle doit affronter Mother Brain, puis en 1992 sur Game Boy avec Metroid II: Return of Samus où cette fois-ci, ce sont tous les Métroïdes de la planète SR-388 qui l'affrontent dans des formes de plus en plus évoluées et dangereuses. Ce n'est qu'en 1994, avec Super Metroid, qu'elle acquiert ses lettres de noblesse en évoluant dans un jeu considéré comme un des plus aboutis de la console.
Il s'ensuit une longue période d'absence qui prend fin en 2002 avec la sortie sur Game Boy Advance de Metroid: Fusion, où elle est sauvée du parasite X grâce à un vaccin à base de Métroïde, suivi un an plus tard par Metroid Prime qui se déroule avant les évènements relatés dans Super Metroid. Depuis cet opus, les épisodes ne suivent plus la chronologie.
Metroid: Zero Mission en 2004 est une adaptation de Metroid premier du nom sur Game Boy Advance, et Metroid Prime 2: Echoes la même année fait évoluer Samus dans une intrigue où elle entre en contact avec des races-protagonistes inédites. Zero Mission est différent avec sa scène d'infiltration non seulement stressante pour le joueur mais importante pour la série. Les vaisseaux pirates ayant fait feu sur le vaisseau de Samus sont ceux qui iront sur Tallon IV dans Metroid Prime. Cependant, le vaisseau-mère de Ridley n'est pas le Wrecked ship, l'épave hantée par Phantoon, l'un des quatre chefs dans la hiérarchie de Mother Brain avec Ridley, Kraid et Draygon. En effet, le Wrecked est un vaisseau d'une race ancienne qui s'est échouée sur Zebes pendant que Samus exterminait les Métroïdes sur SR-388.
Les jeux les plus récents de la série : Metroid Prime Hunters sorti en 2006, et Metroid Prime Pinball sorti en 2005 aux États-Unis, correspondent chacun à une rupture avec la charte ludique des précédents épisodes en proposant un gameplay radicalement différent : pour le premier, il s'agit d'un FPS centré sur l'action et abandonnant la touche contemplative propre à la série, et le deuxième est un jeu de flipper où Samus incarne la balle. Cependant, le gameplay de la série Metroid Prime est de retour dans Metroid Prime 3: Corruption sorti sur la console Wii.
En octobre 2009, Nintendo décide de créer une trilogie incluant les trois épisodes de la série Metroid Prime « Metroid Prime: Trilogy », en adaptant les deux premiers volets aux commandes de la Wii.
En septembre 2010, un nouvel opus de la série sort sur Wii, Metroid: Other M. Un épisode qui renoue avec les anciens opus d'un point de vue du gameplay (une vue à la troisième personne) mais qui propose aussi avec un gameplay en vue à la première personne (à l'image de la Metroid Prime: Trilogy) grâce à la jouabilité de la Wiimote. Pour cet épisode, Nintendo fait appel à un studio de développement différent de la série des « Prime », la Team Ninja, qui fait évoluer le personnage : Samus est plus humaine, plus sensible et, pour la première fois de la série, l'héroïne parle. L'histoire est une suite directe de Super Metroid où Samus se rend sur une station spatiale après avoir reçu un S.O.S. qui la conduit à retrouver son ancien chef, le général Adam Malkovich.

## Samus Aran dansSuper Smash Bros.
Samus apparaît en tant qu'invitée de marque dans plusieurs jeux Nintendo où sont rassemblés la plupart des personnages liés à la firme. Elle est notamment présente dans les jeux Super Smash Bros., Super Smash Bros. Melee Super Smash Bros. Brawl et le dernier opus de la série  Super Smash Bros. Ultimate où elle est jouable pour la troisième fois sans son armure (après Super Smash Bros Brawl et Super Smash Bros for 3DS/WiiU.
Par ailleurs, la première apparition de Samus en 3D a lieu dans le jeu Super Smash Bros. sur Nintendo 64. Aucun opus de la série Metroid n'est sorti sur cette console.
Samus sans armure revient également dans Super Smash Bros. for Nintendo 3DS / for Wii U comme personnage jouable indépendant du personnage de Samus original.
De plus dans Super Smash Bros. Ultimate, peut être retrouvé l'alter-ego de Samus, Samus Sombre en tant que personnage Echo du personnage de Samus. L'esprit de Samus Jeune peut être débloqué dans le Mode Aventure de ce même jeu.

## Équipements et techniques de jeu

### Contexte autour de Samus Aran et de ses équipements
Samus Aran est une chasseuse de primes engagée par la Police de la Fédération Galactique pour tuer les Pirates de l'espace et récupérer les Metroid. Elle est élevée par les Chozos sur Zèbes, car dans son enfance, les Pirates de l'espace, menés par Ridley, ont exterminé sa famille et les habitants de sa planète, K-2L. Les Chozos, une civilisation technologiquement très avancée composée d'êtres ressemblant à des oiseaux, entraînent Samus au combat, l'aident à devenir une combattante, lui offrent son costume de puissance et créent les reliques Chozos, les divers items à récolter.
Au début de chaque partie d'un jeu Metroid, Samus peut marcher, sauter et tirer avec son arme à rayon court et acquiert progressivement des armes et équipements de plus en plus performants et efficaces. Lors de sa sortie en 1986, la particularité du jeu Metroid est de proposer des power-up permanents appelés « éléments de pouvoir », qui améliorent les capacités du personnage. De la même manière que The Legend of Zelda, Metroid a contribué à lancer l'idée de l'acquisition d'outils ou d'armes permettant de renforcer le personnage de façon définitive et l'aider dans sa progression dans le jeu. Jusqu'à cette époque, la plupart des power-up, comme le Power Shot dans Gauntlet ou la Super étoile dans Super Mario Bros., n'offre qu'une amélioration des personnages limitée dans la durée — amélioration optionnelle pour pouvoir progresser dans le jeu. Dans Metroid, cependant, les items, qui deviennent des éléments permanents de l'équipement du personnage. sont pour certains indispensables pour terminer le jeu,,,.
Dans la série Metroid, le joueur contrôle Samus Aran et peut la déplacer où il le désire dans un univers comportant plusieurs zones interconnectées. Cependant, l'accès à certaines parties ou zones est limité par la présence de portes verrouillées ou de difficultés, qui ne peuvent être franchies que si le joueur obtient des armes, des power-up ou du matériel spécial, disséminés sous forme d'items dans le jeu. Les améliorations permettent également au joueur de vaincre des ennemis de plus en plus puissants, à localiser des raccourcis, des zones secrètes et à ouvrir les secteurs fermés, l’obligeant souvent à revenir sur ses pas. C'est un jeu de plates-formes orienté vers l'action-aventure, agrémenté de phases d'action du type shoot 'em up se déroulant dans un monde ouvert labyrinthique, dont le leitmotiv est la recherche d'objets, mais tous les objets ne sont toutefois pas nécessaire pour terminer le jeu,,.

### Costume / combinaison
Appelé costume jusqu'à Metroid Prime, cet item adopte le nom de combinaison à partir de Metroid Prime 2: Echoes. Samus porte une armure construite et offerte par les Chozos, le costume de puissance, qui, notamment équipé d'un canon recouvrant l'avant-bras droit, accroît les capacités physiques de son porteur. Ce costume peut intégrer de nouvelles technologies en changeant le plus souvent d'apparence. Le costume Varia, apparu dès le premier épisode de la série, est une armure qui permet à Samus de supporter de hautes températures,. Il évolue dès le second épisode et donne la forme de tous les futurs costumes des jeux de la série. Dans le premier épisode, Nintendo utilise la couleur pour différencier les costumes. Cependant, l'écran monochrome de la Game Boy, plate-forme sur laquelle est sorti Metroid II: Return of Samus, oblige les développeurs à innover. Ils rajoutent au costume Varia deux épaulières rondes de très grosse taille, permettant de distinguer les costumes,. Super Metroid voit apparaître un nouveau costume, le costume de gravité. Il permet à Samus de se déplacer de la même manière sur terre que dans l'eau. Le costume fusion, qui apparait au début de Metroid: Fusion, est une altération du costume de puissance provoquée par le retrait d'une partie de ce dernier de Samus et le vaccin qui lui est inoculé. Il possède quelques particularités comme la poigne de fer, qui permet de s'agripper à des rebords, et est visuellement différent. Le costume fusion est accessible dans Metroid Prime grâce au câble Nintendo GameCube-Game Boy Advance et à l'aide de la carte mémoire GameCube : le joueur peut connecter la console portable Game Boy Advance à la GameCube, afin de relier Metroid: Fusion à Metroid Prime. Si la partie de Metroid Fusion est terminée, il peut bénéficier du costume fusion dans le jeu Metroid Prime. Dans Metroid Prime, le costume fusion possède les mêmes particularités que le costume de puissance, les changements ne sont que cosmétiques,. La trilogie Metroid Prime introduit de nouveaux costumes. À la fin de Metroid Prime, le costume de Samus est altéré par le phazon et devient le costume de phazon, ce qui apporte une immunité totale contre ce minerai,. Dans Metroid Prime 2: Echoes, Samus peut acquérir la combinaison sombre, issue de la technologie Luminoth, qui permet de mieux résister à l'atmosphère empoisonnée d'Ether sombre, puis à la combinaison de lumière, fruit de la meilleure technologie Chozo et Luminoth, qui permet de résister totalement à l'atmosphère d'Ether sombre, ainsi qu'à d'autres éléments dangereux comme l'eau sombre et le fléau Ing. Dans Metroid Prime 3: Corruption, la combinaison D.A.P. (la combinaison Varia est abimée, puis réparée grâce à un dispositif d’amélioration au phazon (D.A.P.))  permet de contenir la propagation du phazon dans le corps de Samus en lui permettant de passer en Hypermode et d'ainsi évacuer le phazon dans des attaques dévastatrices. La combinaison zéro apparaît dans Metroid: Zero Mission, dans certaines parties du jeu ou à la fin de certains jeux. C'est la tenue moulante au corps de couleur bleue que Samus porte lorsqu'elle n'a pas son costume de puissance ou l'une de ses déclinaisons.

### Rayons
Le costume de puissance intègre un rayon qui peut être amélioré avec un tir plus puissant ou apportant différents avantages. Dans  Metroid, le premier jeu de la série, le rayon de puissance (tir de base) a une portée assez courte. Le joueur peut acquérir l'item du rayon long qui allonge la portée du rayon, puis le rayon de glace qui pétrifie la plupart des ennemis en les glaçant, notamment les Metroids, mais aussi le rayon ondulé, ou rayon à ondes, qui envoie plusieurs boules d'énergie électrique en vagues. Metroid II: Return of Samus introduit le rayon spazer, qui diffuse trois rayons à fois, et le rayon plasma qui envoie un seul rayon, mais plus puissant. Samus peut également à partir de cet épisode tirer accroupi, ainsi que vers le bas. 

### Missiles
Les missiles, sortes de roquettes, apparaissent dans la série dès le premier épisode et figurent dans tous les opus[réf. nécessaire]. Super Metroid introduit les super missiles, plus puissants[réf. nécessaire]. Metroid Prime 2: Echoes amène les missiles à têtes chercheuses, plusieurs roquettes qui se dirigent vers leurs cibles. Metroid Prime 3: Corruption introduit l'hyper missile[réf. nécessaire].

### Boulemorphing
La boule morphing apparait dès le premier épisode de la série. L'item alors appelé Maru Mari permet à Samus Aran de se transformer en petite sphère et rouler sur le sol, ou se faufiler dans d'étroits passages. Cet item est par la suite appelé boule morphing dans les épisodes suivants (morph ball en anglais),. Le Maru Mari  est le résultat des difficultés des programmeurs à réaliser une animation réaliste pour faire ramper Samus Aran dans des petits passages. La solution trouvée est de transformer Samus en boule, pour lui permettre de s'infiltrer dans les petits couloirs tout en gardant une animation de qualité. Metroid est à la base un jeu de plates-formes orienté sur l'exploration et l'action, affiché en deux dimensions. Cependant, le passage à la 3D opéré avec Metroid Prime amène d'autres phases de jeux. Lorsque le joueur se déplace en boule morphing, le jeu est affiché dans une vue à la troisième personne. En outre, certaines séquences jouables uniquement en boule morphing, qui sont affichées en deux dimensions, s'apparentent au jeu de labyrinthe et parfois au jeu d'infiltration.
Samus Aran bénéficie de plusieurs sortes de bombes, qui lui servent uniquement quand elle  est en boule. Dès le premier épisode, le personnage peut acquérir les bombes (de base). Ces bombes permettent de détruire les éléments de décors les plus fragiles et la plupart des ennemis,. Les bombes permettent également de réaliser des mouvements particuliers. Pour accéder à certaines zones, le joueur doit maîtriser plusieurs armes ou capacités simultanément : Samus doit se mettre en boule, rebondir sur ses propres bombes pour gagner de la hauteur (bomb jump), ou se mettre en boule, rebondir sur ses propres bombes, puis reprendre sa forme normale pour faire un saut en l'air (ball jump). À partir de Super Metroid, les bombes de puissance apparaissent. Ces bombes, extrêmement puissantes, ont un rayon d'action très ample et infligent des dégâts pendant plusieurs secondes. Elles peuvent également détruire des objets.
Dans Metroid II: Return of Samus, apparait la boule de saut, appelée spring ball suivant les épisodes, et permet simplement de sauter alors que Samus est en boule. Elle apparait aussi dans d'autres jeux, notamment dans Metroid Prime 3: Corruption, ainsi que dans les remake de la gamme Nouvelle Façon de jouer ! et dans la compilation Metroid Prime: Trilogy,. À partir de Metroid Prime, plusieurs nouveautés apparaissent. La boule araignée permet à la boule morphing de pouvoir s'accrocher à des monorails magnétiques,. Cet item était déjà présent dans Return of Samus, et permet au personnage de s’accrocher n'importe où. La boule turbo permet d'accélérer les déplacements temporairement, en concentrant de l'énergie. Cette nouvelle technique introduit de nouvelles phases de jeu en boule morphing, qui se déroulent dans une sorte de half-pipe (en forme de U), permettant de prendre beaucoup de vitesse et de hauteur pour atteindre des endroits sans cela inaccessibles,,,.
Dans Metroid Prime 2: Echoes, Metroid Prime 3: Corruption, puis Metroid Prime Hunters, la boule d'extermination, disponible uniquement dans le jeu en ligne, est entourée d'un champ électromagnétique qui brouille la défense des autres joueurs, ce qui peut entraîner leur mort. Dans Prime 3: Corruption, l'hyper boule diffuse des champs électriques de phazon autour d'elle, lorsque l'hypermode est activé.

### Réserves de vie et de munitions
Dès le premier épisode, Samus peut acquérir plusieurs réservoirs d'énergie lui permettant de stocker cent points d'énergie supplémentaires à 99 points de vie de départ[réf. nécessaire]. Lorsque certains ennemis meurent, ils laissent derrière eux des petites boules qui permettent à Samus de récupérer des l'énergie. L'apparition de ces boules et aléatoires comme leurs valeurs de points (soit cinq ou vingt-cinq). 

### Système de viseurs
À partir de Metroid Prime, qui intègre les graphismes dans une vue à la première personne dans un univers en trois dimensions, propose à l'écran une interface qui simule l'intérieur du casque de Samus et affiche les informations sous forme d'un affichage tête haute. Plusieurs informations sont affichées comme les points de vie ou le niveau des munitions, et comporte notamment un système de viseurs.
L'origine du système de viseurs diffère selon les sources. D'après le site web IGN qui relate des propos de Mike Wikan (concepteur de jeu chez Retro Studios), très tôt dans le processus de développement, Miyamoto propose : « Et si Samus pouvait changer de casque et en mettre un avec des yeux de mouche ? ou qui permettent de voir dans le noir ou autre chose ? » Miyamoto demande finalement aux développeurs s'ils peuvent faire percevoir à Samus son environnement de plusieurs façons différentes. Cependant, les développeurs ne comprennent pas de suite l'idée. Par la suite, le concept se développe progressivement et devient le système de viseurs. Toutefois, des proches de Spangenberg rapportent au site web IGN que le système de viseurs ne s'inspire pas de l'idée de Miyamoto ni des yeux d'une mouche, mais a été imaginé par un employé de Retro Studios. D'autre part, Michael Kelbaugh déclare pour le site web Gamasutra que, tardivement dans le processus de développement, Nintendo considère qu'il manque quelque chose au jeu et impose à Retro Studios le concept du système de viseurs. Même si l'équipe estime que cet ajout peut être ressenti comme ennuyeux par les joueurs occidentaux, un artiste et un programmeur sont attribués au développement de cette nouveauté, car le public japonais l'apprécie et Nintendo considère que c'est essentiel au gameplay. Cette version est confirmée dans d'autres médias, notamment par Kensuke Tanabe. L'équipe essaye de rendre le viseur d'analyse plus intéressant et plus passionnant en lui donnant un aspect « base de données à collectionner » ou informatif sur la manière dont le joueur peut vaincre ses ennemis,,,. D'habitude, les jeux Metroid proposent l'histoire au début et à la fin du jeu, cependant, le viseur d'analyse permet de distiller le récit au fur et à mesure. La difficulté a été de proposer des morceaux de scénarios compréhensibles seuls, tout en sachant que n'importe quel récit Chozo ou rapports des Pirates de l'espace peut être lu à tout moment dans le désordre.
Le viseur par défaut de la combinaison de puissance est le viseur de combat. Il peut être interchangé, avec le viseur d'analyse (qui permet de scanner différents objets), le viseur infrarouge (qui affiche les différences thermiques) et, inspiré du X-ray scope de Super Metroid, le viseur radioscopique (qui permet de voir des éléments invisibles à l'œil nu, comme des fantômes Chozos ou encore des plateformes invisibles). Au centre de l'écran s'affiche un réticule lors du ciblage d'un ennemi ou d'un élément du décor,,,,. Dans Metroid Prime 2: Echoes apparait le viseur sombre conçu par les Luminoths, qui permet de visualiser d'objets issus de confusions dimensionnelles, et le viseur écho, également créé par les Luminoths, qui fonctionne à la manière d'un sonar et permet de visualiser des sujets échappant aux spectres lumineux. Metroid Prime 3: Corruption intègre également un viseur de vaisseau qui est une simple interface de commande à distance du vaisseau.

### Mécanismes de jeu et techniques propres à la franchise
Si la franchise Metroid aborde de nombreux genres du jeu vidéo, comme le jeu de plates-formes, le jeu de tir, d'exploration et de recherche hérité du jeu vidéo de rôle, du jeu de tir à la première personne, elle intègre de nombreuses techniques propres à la franchise. Le power-up wall jump permet au personnage joueur de sauter sur un mur puis d'enchainer un saut et ainsi de suite, pour atteindre des hauteurs importantes. Le saut de bombe est un item qui permet à Samus, lorsqu'elle est en boule morphing, de rebondir sur la déflagration de ses propres bombes, et de cette manière gagner de la hauteur. Si le joueur place les bombes dans le bon timing, il peut réaliser un double saut de bombes, ce qui lui permet d'atteindre des hauteurs importantes et enchainant plusieurs fois la figure. Lorsque Samus est en boule, le joueur peut aussi placer des bombes, gagner de la hauteur lors de leur explosion et reprendre la taille normale pour enchainer un saut. Grâce à l'item bottes de vitesse, Samus peut courir à une vitesse très élevée, et si le joueur peut maintenir la vitesse un laps de temps court et appuie sur la croix directionnelle vers le bas, le personnage clignote. Le bouton saut propulse alors Samus en ligne droite, invincible, à la manière d'un missile, et peut même détruire des éléments de décors.